# Future Dome
De Future Dome is de naam van een in Shanghai gepland 303 meter hoog multifunctioneel sport- evenementen- en 
kantorencomplex. Het kegelvormige gebouw dat het midden houdt tussen een stadion en een wolkenkrabber zou een doorsnede van 350 meter en een omtrek van 1,1 kilometer krijgen. De basis van de kegel zou een stadion van 80.000 toeschouwers zijn. Hierbovenop zou een kleinere arena geplaatst worden voor bijvoorbeeld tennis- of bokswedstrijden. Hierboven, met wederom een kleinere omtrek, zou een theater geplaatst worden. Oplopend naar de top zouden er ook nog conferentieruimte, een zwembad, een hotel en kantoorruimte geplaatst worden. Het bouwwerk, dat in 2010 opgeleverd zou moeten worden, zou het paradepaardje moeten vormen van de in datzelfde jaar te houden wereldtentoonstelling in de havenplaats en een symbool functie voor de stad moeten invullen vergelijkbaar met die van de Eiffeltoren in Parijs. Oud-voorzitter van de Arnhemse voetbalclub Vitesse Karel Aalbers was verantwoordelijk voor het marketingplan van het gigantische kegelvormige complex.

## Realisatie
In 2003, 2004 werd er in verschillende media aandacht besteed aan het project en leek het gerealiseerd te worden. Op 19 mei 2004 wijdde de Volkskrant een groot artikel aan het megacomplex maar in de jaren daarna bleef het stil. Op de site van Aalbers' bedrijf Dome Stadium Development Consultancy is geen vermelding meer van het project terug te vinden. Op sites als skyscraperpage.com heeft de Future Dome de status vision. Uit dit alles kan aangenomen worden dat het complex niet meer in de huidige vorm zal gerealiseerd worden maar het idee blijft liefhebbers van zowel wolkenkrabbers als stadions aanspreken.